# Federació Catalana de Tir amb Arc
La Federació Catalana de Tir amb Arc és l'organisme rector que promou, regula i coordina l'activitat del tir amb arc a Catalunya. Forma part de la Unió de Federacions Esportives de Catalunya. La federació té competència sobre sis disciplines: tir a l'aire lliure, en sala, de camp, recorregut de bosc, al pou i esquí arc.

## Història
Encara que durant els anys trenta el tir amb arc es practicava com a activitat lúdica, especialment en els campaments que feien algunes entitats excursionistes com l'Agrupació Excursionista, Etnogràfica i de Folklore (AEEF) o el Foment Excursionista de Catalunya, no estava organitzat com un esport.
Precisament l'AEEF va crear el 1947 una secció d'arquers i va organitzar en un campament a la Font de Banyeres de Centelles el primer concurs de tir amb arc que es va celebrar a l'estat espanyol. La mateixa entitat en va repetir un altre l'any següent a les instal·lacions de Piscines i Esports de Barcelona que va coincidir amb l'estrena a Espanya de la pel·lícula Les aventures de Robin Hood, la qual cosa va ajudar a donar a conèixer aquest esport.
Un fet clau per a l'organització del tir amb arc a Catalunya es va produir el 1949, quan Eugenio-Santos Chavala va fundar el Club d'Arquers de Catalunya (CAC), la primera entitat de l'estat espanyol dedicada exclusivament a aquest esport. El CAC va organitzar aquell any el primer Campionat de Barcelona i Chavala i els seus amics pioners del tir amb arc català van ser convidats a participar en el III Torneig Postal Internacional, una competició patrocinada per una empresa sueca que tenia la particularitat que es jugava a distància; els participants competien des dels seus països i enviaven les seves puntuacions per correu. A Catalunya, aquella competició es va disputar a les instal·lacions del Reial Club de Polo sota l'organització del Club d'Arquers de Catalunya i va ser la llavor de la creació de la Federació Catalana.
La Delegación Nacional de Deportes va autoritzar el Club d'Arquers de Catalunya a convocar una reunió de totes les entitats interessades en el tir amb arc per fundar la Federació Catalana. La reunió va tenir lloc l'1 d'agost de 1949 a la redacció del diari El Mundo Deportivo i Eugenio-Santos Chavala va ser nomenat primer president, que es va avançar un parell de mesos a la creació de la Federació Espanyola.
Un any després, el 1950, es va celebrar a Barcelona el primer Saló Nacional de Tir amb Arc organitzat per l'AEEF i la primera edició del Campionat de Catalunya, mentre que el Campionat d'Espanya va néixer també aquell mateix any i el 1951, en la seva segona edició, va tenir lloc a la gespa de l'Estadi Olímpic de Montjuïc.
Al fundador Eugenio-Santos Chavala el va succeir com a president de la Federació Catalana Joan Rigall, el president de l'AEEF, que va inaugurar una sala de tir amb arc coberta al carrer Montealegre de Barcelona. Després va venir Paul Breysse, sota la presidència del qual el 1962 va néixer la Lliga catalana i el 1966 es va estrenar la primera instal·lació estable de tir amb arc que va haver-hi a Catalunya: el camp del fossat del Castell de Montjuïc, l'explotació del qual va ser concedida per cinquanta anys a la Federació Catalana.
Rafael Arenas, Manel Ferran Bauzà i Ricard Gil van ser els presidents en la dècada dels 70, època en què per primera vegada va haver-hi una junta gestora per regir la federació. Va ser durant onze mesos l'any 1977 després de la dimissió de Bauzà i la va presidir Joan Ferrando. Quatre anys més tard, el 1981, n'hi va haver una altra entre els mesos de maig i novembre formada per Cristina Lloré, Josep Maria Casamor i Manuel Rubio després de la dimissió en ple de la Junta Directiva presidida per Ricard Gil.
La Federació Catalana de Tir amb Arc va estrenar entitat jurídica pròpia el 10 d'abril de 1985, quan va ser inscrita en el Registre d'entitats esportives de la Generalitat de Catalunya sota el mandat de Joan Martín, que va ser el president que va viure els Jocs Olímpics de Barcelona del 1992, mentre que Joan Cuxart ho va ser durant els anys 90 i Josep Gregori, José Javier Océn i Francesc Altarriba, en la primera dècada del segle xxi.

## Presidents

### Eugenio-Santos Chavala Ibort(1949-1951)
Era soci de la Unió Excursionista de Catalunya i el Centre Excursionista de Gràcia i el 1947, en una acampada organitzada per l'Agrupació Excursionista, Etnogràfica i de Folklore, va descobrir el tir amb arc i el 1949 va fundar juntament amb un grup d'amics el Club d'Arquers de Catalunya, del qual va ser el seu primer secretari, i poc després la Federació Catalana. El 1950, en la primera edició del Campionat de Catalunya, es va proclamar campió, i en el d'Espanya, que va tenir lloc a Madrid. El 1956 va fundar la primera galeria de tir amb arc de Barcelona i el 1962 es va convertir en seleccionador català.

### Joan Rigall Casajuana (1951-1959)
Insigne folklorista i excursionista va ser el primer president de l'Agrupació Excursionista, Etnogràfica i de Folklore que el 1947 va introduir el tir amb arc a Catalunya i Espanya organitzant un concurs a la Font de Banyeres de Centelles, va ser nomenat president de la Federació Catalana el 22 de novembre de 1951 i va presentar la dimissió el 12 d'abril de 1959. Durant el seu mandat, va inaugurar la galeria de tir amb arc al carrer Montalegre de Barcelona.

### Paul Breysse Puig(1959-1969)
El 1949 va ser cofundador del Club d'Arquers de Catalunya, del qual es va convertir en vicepresident, i el mateix any va ser subcampió absolut de Catalunya i campió en distàncies llargues. Dos anys més tard va ingressar com a vocal a la federació i el 1959 va ser nomenat president. Durant el seu mandat el Govern Militar va cedir a la federació, per una concessió de cinquanta anys, una part del fossar del Castell de Montjuïc per ser condicionat com un camp estable de tir amb arc, inaugurat el 1964.

### Pere Coll Bruach (1960-1972)
Participà en el primer torneig de tir amb arc organitzat per l’Associació Excursionista d’Etnografia i Folklore (AEEF) l’any 1949. Se’n feu soci i a partir del 1950 formà part de l'equip d’arquers de l’AEEF, del Centre de Funcionaris de la Diputació Provincial i del Club d’Arquers de Catalunya. Fou campió (1954) i segon (1951) al Campionat de Catalunya. També participà en el Campionat d’Espanya (1957-69). Fou directiu de la Federació Catalana de Tir amb Arc des del 1960 i vicepresident (1967-72). També practicà el muntanyisme amb el Centre Excursionista de Catalunya. Gran amic i company de tots els arquers catalans que, juntament amb ell, van fer del Tir amb Arc un esport apassionat i d'amistat.

### Rafael Arenas Manso (1969-1975)
Va estar vinculat al Club d'Arquers de Catalunya, i entrà a la Junta Directiva com a secretari sota la presidència de Paul Breysse, el va substituir en el càrrec el 3 de novembre de 1969 i es va mantenir com a president fins que el 18 de novembre de 1975.

### Manuel Ferran Bauzà Gómez (1976-1977 i 1981-1985)
Practicant de natació, bàsquet, pilota i tennis a més del tir amb arc, era un advocat especialitzat en dret esportiu i laboral que va ser primer vocal i després vicepresident del Consell Superior de Disciplina Esportiva i membre del Tribunal Arbitral de l'Esport del Comitè Olímpic Internacional. Va entrar com a vocal de la Junta Directiva presidida per Rafael Arenas, i va ser nomenat president el 3 de febrer de 1976 càrrec que va ocupar en una primera etapa fins al 25 de gener de 1977, quan va dimitir per discrepàncies amb el president de la Federació Espanyola, i posteriorment en una segona entre el 22 de novembre de 1981 i el 4 de novembre de 1985.

### Ricard Gil Lombarte (1977-1981)
Arquer en actiu, va ocupar la secretaria en la primera Junta Directiva presidida per Manuel Ferran Bauz, i fou president del 1977 fins al 1981.

### Joan Martín Barrat (1985-1993)
Va entrar com a secretari de la federació en la segona etapa de Manuel Ferran Bauzà, va ser elegit president el 1985 fins al 1990 any en què va dimitir. Durant el seu mandat es va disputar a Barcelona el Campionat d'Europa i de la Mediterrània, que va servir de prova test olímpica, i dos anys després els Jocs Olímpics de Barcelona. També va formar part del comitè executiu del Comitè Olímpic de Catalunya (COC) quan aquest es va constituir el 21 de juliol de 1989.

### Joan Cuxart Torralba (1993-2001)
Vicepresident de la Junta Directiva encapçalada per Joan Martín com a representant del col·lectiu dels arquers practicants de la modalitat de tir de recorregut de bosc, va substituir-lo interinament com a president quan aquest va deixar el càrrec a principis de 1993. Un any després, el 1994, va ser elegit president i després va repetir en les de 1998, cessant en el càrrec per decisió pròpia el juny de 2001. Jutge nacional en la modalitat de recorregut de bosc, va participar en la redacció i posada en marxa del reglament d'aquesta disciplina esportiva.

### Josep Gregori Font (2001-2004)
Va començar a competir el 1993 i va ser dues vegades subcampió d'Espanya de l'especialitat de tir de camp i va guanyar quatre títols estatals per equips, i diverses lligues catalanes i campionats de Catalunya de Camp. Com a dirigent, es va iniciar en el Club de Tir amb Arc de la Universitat Autònoma de Barcelona, del qual va ser president de 1995 a 2001, i el 1998 també va ser un dels socis fundadors del Club d'Arquers de Caldes de Montbui, de la Junta Directiva del qual també va formar part. Des de 1997, un any després d'entrar a la federació, fins al 2005, un any després de deixar-la, va ser l'organitzador de l'Open Internacional de Tir de Camp de Montjuïc. El mes d'octubre de 2003 va ser nomenat vicepresident de la Federació Espanyola i president de la seva Comissió de tir de camp, i un any després cap de relacions amb la Federació Internacional. Des de 2004 fins a 2010 va actuar com a seleccionador nacional i capità d'equip de la RFETA per la disciplina de Tir de Camp, actuant en quatre campionat del món i tres d'Europa. En el Congres de la EMAU (avui WAE) de 2008 va ser elegit membre del seu Comitè de Camp i 3D, posició que va exercir durant sis anys. Va participar en l'organització del Campionat del Món d'Aire Lliure Madrid 2005, del Campionat d'Europa de Sala Jaen 2006 Arxivat 2017-10-27 a Wayback Machine., del Campionat d'Europa de 3D Punta Umbría 2008, i del Campionat del Món de 3D Sassari 2013, havent actuat com a delegat tècnic de la EMAU (avui WAE) en el Campionat d'Europa de 3D Sassari 2010 Arxivat 2017-11-11 a Wayback Machine.

### José Javier Océn González (2004-2012)
Va ser president del Club d'Arquers CET 10 (Col·lectiu d'Esport per a Tothom 10) i la seva bona tasca al front d'aquesta entitat el va portar a la federació, a la qual va entrar el 2001 com a tresorer de la Junta Directiva encapçalada per Josep Gregori i va ser elegit president de la federació el 15 de juliol de 2004 encapçalant una candidatura única, l'estiu de 2008 va ser reelegit en el càrrec.

### Francesc Altarriba García (2012-2017)
Mestre arquer i soci del Tir Arc Olesa des de 1990, ha estat internacional amb la selecció espanyola i campió d'Espanya d'arc corbat. Va entrar a la Junta Directiva sota la presidència de José Javier Océn, i el mes de març de 2010 va assumir el càrrec de coordinador tècnic esportiu de la secció de base (fins a la categoria júnior inclosa) i posteriorment el de president del mateix Comitè de Tecnificació d'Esport Base. Va ser elegit president com a candidat únic, el 14 de juliol de 2012.